# The Hard Way
För filmen, se Ett tufft jobb
The Hard Way är ett album av hiphopgruppen 213. Enligt TVT Records hade albumet 16 december 2004 sålts i 500 000 kopior.

## Låtlista
| Nr | Titel                 | Producent(er)                    | Gästartist       |
| -- | --------------------- | -------------------------------- | ---------------- |
| 1  | Intro                 | Fredwreck                        |                  |
| 2  | Twist Yo Body         | Hi-Tek                           |                  |
| 3  | Absolutely            | Quaze                            |                  |
| 4  | Keep It Gangsta       | B Sharp                          |                  |
| 5  | Run On Up             | Tha Chill                        |                  |
| 6  | Groupie Luv           | DJ Pooh                          |                  |
| 7  | Lonely Girl           | Nottz                            |                  |
| 8  | Another Summer        | Kanye West                       | Latoiya Williams |
| 9  | 213 tha Gangsta Clicc | Josef                            |                  |
| 10 | Gotta Find a Way      | Lil' ½ Dead & Niggaracci         |                  |
| 11 | Ups & Downs           | B Sharp & Tha Chill              | Boki             |
| 12 | Joysticc              | Terrace Martin & Marlon Williams |                  |
| 13 | Rick James interlude  |                                  | Dave Chappelle   |
| 14 | Mary Jane             | Quaze                            |                  |
| 15 | MLK                   | B Sharp                          |                  |
| 16 | Lil Girl              | Michael Angelo                   |                  |
| 17 | My Dirty Ho           | J-Hen                            |                  |
| 18 | Appreciation          | J-Hen                            |                  |
| 19 | So Fly                | Missy Elliott                    |                  |

Bonus på den europeiska utgåvan
| Nr | Titel                    | Producent | Gästartister             |
| -- | ------------------------ | --------- | ------------------------ |
| 20 | Whistle While You Hustle | Jellyroll | Daz Dillinger & Soopafly |

## Singlar
- "So Fly"
- "Groupie Luv"